# Morena Tartagni
Morena Tartagni (ur. 21 września 1949 w Predappio) – włoska kolarka szosowa i torowa, trzykrotna medalistka szosowych mistrzostw świata.

## Kariera
Pierwszy sukces w karierze Morena Tartagni osiągnęła w 1968 roku, kiedy zdobyła brązowy medal w wyścigu ze startu wspólnego podczas szosowych mistrzostw świata w Montevideo. W zawodach tych wyprzedziły ją jedynie Holenderka Keetie van Oosten-Hage oraz Bajba Caune ze Związku Radzieckiego. W tej samej konkurencji zdobywała także srebrne medale na mistrzostwach świata w Leicester w 1970 roku oraz mistrzostwach świata w Mendrisio w 1971 roku. W obu przypadkach przegrała tylko z Anną Konkiną z ZSRR. Poza tym w 1976 roku wygrała Trofeo Alfredo Binda – Comune di Cittiglio, a w 1969 roku zdobyła mistrzostwo Włoch w wyścigu ze startu wspólnego. Startowała także na torze, ustanawiając w 1968 roku w Rzymie rekord świata w indywidualnym wyścigu na dochodzenie czasem 4:09,3 min. Nigdy nie wystąpiła na igrzyskach olimpijskich.